# Ludger Hinse

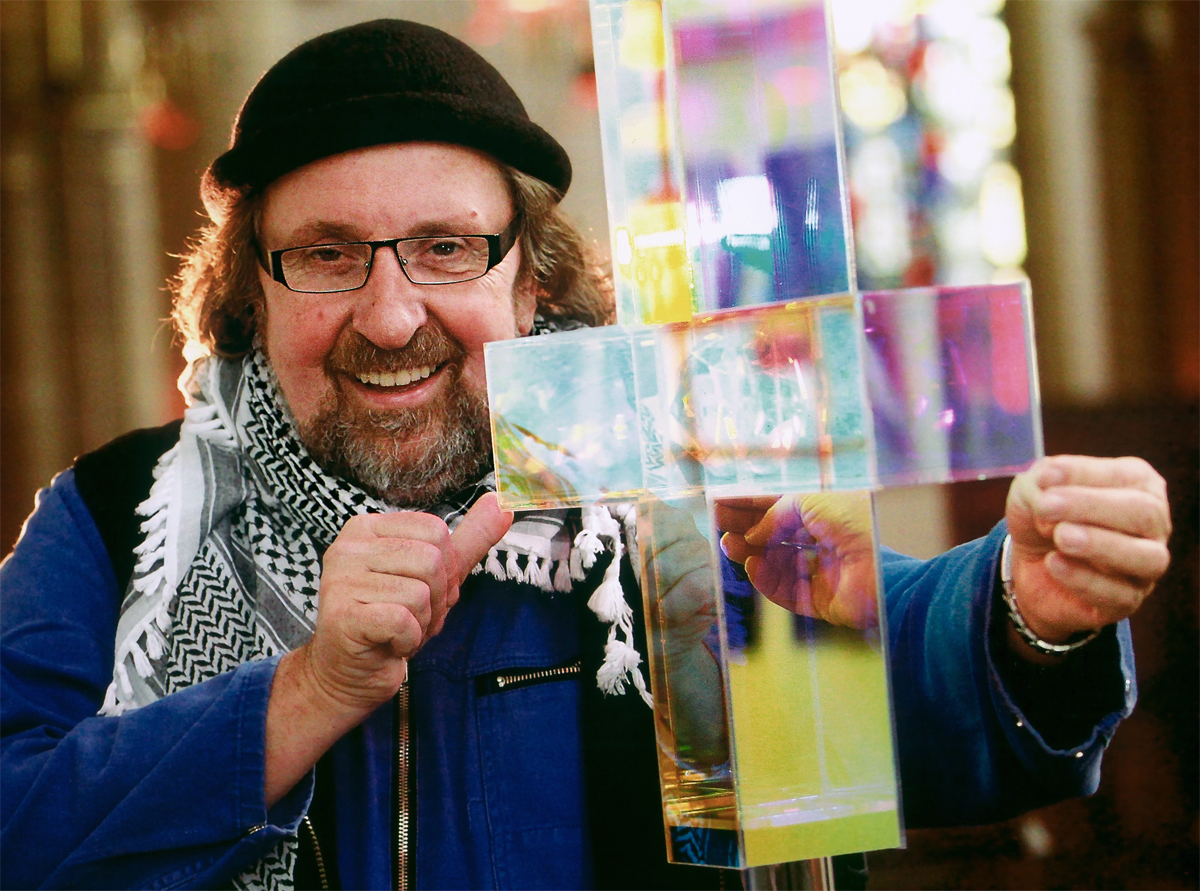
Ludger Hinse (2013)

Ludger Hinse (* 19. Mai 1948 in Recklinghausen) ist ein deutscher Künstler.

## Leben
Hinse ist eines von vier Kindern einer Bergarbeiter-Familie in Recklinghausen. Nach acht Jahren Volksschule begann und vollendete er (1962–1964) eine Lehre als Postschaffner bei der Deutschen Bundespost. Hier war er auch Vorsitzender der Jugendvertretung. Er kündigte 1967 seine Beamtenlaufbahn, um sich auf die Begabtenprüfung vorzubereiten, mit der er die Berechtigung zum Studium erwarb.
Danach studierte er von 1968 bis 1972 Sozialarbeit in Bochum. Von 1968 bis 1970 war er dort AStA-Vorsitzender und SDS-Mitglied. Seine Diplomarbeit ging zur Methodik und Didaktik außerschulischer Bildung am Beispiel der arbeitenden Jugend. Während eines Lehrauftrags unterrichtete er Methodik und Didaktik an der Fachhochschule Bochum. Von 1972 bis 1974 machte er Bildungsarbeit beim Deutschen Gewerkschaftsbund (DGB) und ab 1974 Bildungsarbeit bei der IG Metall in Bochum.
1984 wurde Hinse jüngster Vorsitzender der IG Metall in Bochum; dieses Amt hatte er 22 Jahre – bis 2006 – inne. Im Jahr 2000 erregte er gemeinsam mit Guntram Schneider Aufmerksamkeit durch ein Thesenpapier zur Veränderung der IG Metall in der Frankfurter Rundschau.
Die Direktorin der Kunsthalle Recklinghausen, Anneliese Schröder, und der Leiter des Kunstmuseums Bochum, Peter Spielmann, zeigten Interesse an Hinses künstlerischen Atelierarbeiten und unterstützten seine Entwicklung. Seine erste öffentliche Ausstellung hatte er 1988 im Künstlerhaus Kenkmannshof, Recklinghausen.
Von 2007 bis 2009 führte er das Großprojekt Das Kreuz mit dem Kreuz durch. In 21 Städten organisierte er 77 Ausstellungen mit über 140.000 Besuchern. Anlässlich des europäischen Kulturhauptstadtjahrs 2010 errichtete er in Bochum die Großskulptur Tradition heisst nicht…

## Auszeichnungen
- 2004: Ehrenring der Stadt Bochum.

## Ausstellungen

### Einzelausstellungen
- 1988 Künstlerhof Kenkmannshof, Recklinghausen
- 1989 Haus Kemnade/Museum, Bochum
- 1990 Bunter Bock, Clausthal-Zellerfeld; Gewerkschaftshaus, Wolfsburg
- 1991 „Geronnenes Feuer“, Haus am Lützowplatz, Berlin
- 1992 Galerie-Theater, Wolfsburg; Galerie Rath, Köln
- 1993 Galerie Hofgartentheater, Neuburg/Donau
- 1995 „Wasser“ Landesmuseum Emden; „Wasser“, Ruhrverband Essen
- 1996 Atelierschiff UNARTIG, Frankfurt/Main; „Lebendigkeit in Weiß“ – verbunden mit der Aktion „Kunst in der Fabrik“, Sachtleben Chemie, Duisburg
- 1997 „Geronnenes Feuer“ Galerie an der Hauptwache, Frankfurt/Main; „Lebendigkeit in Weiß“, Galerie CBB, Wuppertal; „Lebendigkeit in Weiß“, Galerie am Chamissoplatz, Berlin
- 1998 Transparenzen, Museum Bochum
- 1998 „Wasser – Lebensfirnis“ Grochtmann-Museum, Datteln
- 1999 „Feuer und Wasser“ Galerie BO 7, Bochum; „Zukunft in Weiß“, Adam Opel AG, Rüsselsheim; „Futuro en blanco“, Museo de Arte Contemporaneo, Santiago, Chile
- 2000 „Futuro en blanco“, Casa del Arte Pinacoteca, Universidad de Concepción, Chile; „Feuer und Wasser“, Gelsenwasser Info-Zentrum, Haltern; Theaterprojekt „Feuer und Wasser“, Koproduktion Ruhrfestspiele, Recklinghausen, Theatre, Vidy-Lausanne und Ilkom-Theater, Taschkent
- 2001 „Futuro en blanco“, Galeria Arauco, Nürnberg; „Esculturas“, Museo Barjola, Gijón, Spanien; „Futuro en blanco“, Galeria Espacio Liquido, Gijón, Spanien
- 2002 „Die Farbe weiß – bewegte Kunst“, BASF, Münster; „Die Farbe weiß“, Galerie OPEN ART, Borken; „Licht des Stahls“, Werkshalle 29, ThyssenKrupp Nirosta, Krefeld
- 2003 „Licht des Stahls“, Haus Greifenhorst, Krefeld; „Licht des Stahls“, Maschinenhalle Zeche Scherlebeck, Herten; „Licht des Stahls“ Galerie Conde, Goethe-Institut, Paris
- 2006 „Sol y sombra – Bewegung wird Gestalt“; Presswerk Kötschach-Mauthen, Österreich
- 2007 „Feuer und Stahl“, Altes Schloss, Dillingen
- 2008 „Querschnitt“ Maschinenhalle Friedlicher Nachbar, Bochum
- 2007–2009 „Das Kreuz mit dem Kreuz“ in 21 Städten in NRW an 77 Ausstellungsorten mit 425 Begleitveranstaltungen
- 2010 „Das Wort vom Kreuz“, Essen, 6 Orte; „Sichtbar kommt unsichtbar“, Werne a.d.Lippe, 5 Orte; „Licht kommt in die Welt“, Gelsenkirchen; „Im himmlischen Licht“, Recklinghausen
- 2011 „Licht des Glaubens“, Oldenburg, 28 Orte mit 170 Begleitveranstaltungen; „aufkreuzen“, Kanton Zürich, Schweiz, 8 Orte; „Im Endlichen das Unendliche finden“, Kanton Obwalden, Schweiz, 8 Orte
- 2012 „Im Endlichen das Unendliche finden“,Hamm/Bockum-Hövel, 10 Orte; „SCANDALUM CRUCIS“, St.Gereon, Köln (Schauspiel und Musik); „Kreuz des Lichtes“, Northeim/Hann.; „Kreuz des Lichtes“, Bad Honnef; „Im Endlichen das Unendliche finden“, Gladbeck/Martin-Luther-Forum Ruhr; „Licht“, Recklinghausen, 6 Orte
- 2013 „Oh wie schön…..“, Gailtal/Österreich; „Summe aller Farben“, alte druckerei von 1926, Herne
- 2014 „Im Zeichen des Lichts“, Ostfalen/Braunschweiger Land in sechs romanischen Kirchen und Klöstern
- 2014 „Im Licht“, Dülmen/Westfalen; an zwei Orten
- 2015 „im Licht gewandelt“, Vreden, an 10 Orten
- 2015 „Nova Lux“, Museum Kloster Ter Apel, Niederlande
- 2016 „neues Licht“ Würzburg an 8 Orten
- 2016 „Spuren aus Licht“, Coburger Land an 11 Orten
- 2016 „Farbenrausch“,  Galerie Westfalenhütte, Dortmund
- 2017 „verfolgt“, Tübingen
- 2017 „Leid der Welt“, Bestwig
- 2017 „im Licht“, Duisburg an 2 Orten
- 2017 „Lichtkreuz“, Karlsruhe
- 2017 „Farbenrausch“, Vreden
- 2017 „Licht bewegt“, Herten
- 2018 „Spuren zum Licht“, Bad Brückenauer Land
- 2020 „Lich T raum 2020“, Kunsthalle Schweinfurt und Kirchen in Schweinfurt
- 2021 „Lichtbrechungen“, Darmstadt
- 2022 „Licht-Farbe-Strom“, Recklinghausen
- 2022 „Hoffnung“ Erftstadt
- 2022 „licht-weg“ Hamburg an 2 Orten
- 2022 „schwebendes Licht“ Hannover an 2 Orten
- 2022 „NORD LICHT KREUZ“ Sylt an 4 Orten
- 2022 „Bekannt- unbekannt“ Lüdinghausen
- 2022 „LICHT reich“ Bocholt 18 Orte
- 2023 „LICHTreich“ ,Kreis Ludwigslust an 3 Orten
- 2023 „Inspiriert“, Dülmen 1A
- 2023 „LICHTreich“ Rheingau 17 Orte
- 2024 „LichTraum“ Horstmar an 4 Orten 2024 „Licht@zukunft“ Landau an 5 Orten  2024 „Wellen des Lichts“ Wolgast an 4 Orten
- 2025 „LICHTwege“ an 22 Orten im Südharz[2]

### Ausstellungsbeteiligungen
- 1989 „Einsichten, Aussichten, Ansichten“, Künstler des Ruhrgebiets in Donezk, Ukraine; Ausstellung der 44. Ruhrfestspiele, Recklinghausen
- 1990 „Carl-von-Ossietzky-Ausstellung“, Bergneustadt; „Das kleine Format“, Kunsthalle, Wiesbaden
- 1991 „Fremde Heimat“, Museum Bochum
- 1998 „Los Manos del Viento“ Artistas Internationales Valparaíso, Santiago, Concepción, Chile; „Kleine Skulptur“, Maschinenhalle Friedlicher Nachbar, Bochum; „Kreativität als Motor für Visionen“, Wissenschaftszentrum NRW
- 2004 „Erinnerungsspuren“, Berlin, Sprockhövel; „Hommage à Leoš Janáček“, Brünn, Tschechien
- 2010 „Den Armen eine Stimme geben“, Wien/Klosterneuburg, Österreich
- 2011 „Alle Kopfsache“, LWL Museum Henrichshütte, Hattingen
- 2013 „Papier trifft Plastik“,Kunsthalle Recklinghausen
- 2014 „Zeitgleich-Zeitzeichen“, Dortmund; Seewerk Moers
- 2014 „Entdeckungen“, Lünen
- 2018 „Corpus-Delicti“, Kamen
- 2018 „Glaube-Liebe-Hoffnung“, Gräfelfing/München, 3 Orte
- 2018„ein Meter Kunst“, Dortmund
- 2022 „Krieg und Hoffnung“ Dortmund
- 2024 "Kunst vor Ort" Dülmen

### Kataloge
- 1990 Strukturelle Malerei, Wolfsburg
- 1993 Wasser-Lebensfirnis, Neuburg an der Donau
- 1996 Lebendigkeit in Weiss, Duisburg
- 1998 Transparenzen, Bochum
- 1999 Zukunft in Weiss – Futuro en Blanco, Rüsselsheim / Santiago de Chile / Concepción, Chile
- 2001 Esculturas, Gijón/Spanien
- 2002 Die Farbe Weiss – Bewegte Kunst, Münster; Licht des Stahls, Krefeld/Herten/Paris
- 2004 Erinnerungsspuren, Berlin; Posta Leosi – JANA Skovi, Brünn/Tschechien
- 2006 Sol y sombra – Bewegung wird Gestalt, Kärnten/Österreich
- 2010 Das Wort vom Kreuz, Essen
- 2013 Papier trifft Plastik, Recklinghausen
- 2014 Inventionen Dortmund; Entdeckungen Lünen
- 2016 Spuren aus Licht; Coburg
- 2020 Lich T Raum; Schweinfurt

### Arbeiten im öffentlichen Raum
siebe WEB Seite www.ludgerhinse.de